# Jan Fischer
Jan Fischer (Praga, 2 de janeiro de 1951) é um político da República Checa, foi Primeiro-Ministro da República Checa de 2009 até 2010, e presidente do Instituto de Estatística Checo de 2003 até 2004.

## Vida pessoal e educação
Jan Fischer nasceu em Praga, Checoslováquia, no seio de uma família judia de matemáticos. O seu pai era um investigador no Instituto de Matemática da Academia de Ciências, especializada em matemática e estatística e aplicações em genética, reprodução seletiva e medicina. A sua mãe era uma estaticista.
Ele formou-se na Universidade de Economia, em Praga, no ano de 1974, em estatística e econometria. Ele completou a sua pós-graduação na mesma universidade em 1985, ganhando o seu grau de Candidato de Ciências na área de estatísticas económicas. Ele foi membro do Partido Comunista da Checoslováquia a partir de 1980 até ao colapso do regime comunista, em 1989.
Jan Fischer está casado pela segunda vez e tem 3 filhos. O seu filho Jakub, estadista, é um professor assistente e Subdean na Faculdade de Informática e Estatística da Universidade de Economia, em Praga.

## Carreira
Imediatamente após a graduação, ele ingressou no Instituto Estatístico Federal. Em 1990, ele tornou-se vice-presidente e ocupou esta posição até à dissolução da Checoslováquia. Desde o início da década de 1990, ele chefiou a equipa que trata os resultados das eleições parlamentares e autárquicas. Ele também foi vice-presidente do recém-criado Instituto de Estatística Checo. Em 2001, participou na investigação do FMI, cuja finalidade foi a de explorar as possibilidades de estabelecer um instituto de estatística em Timor-Leste. Em Setembro de 2000 tornou-se Diretor de Produção da Taylor Nelson Sofres Factum. De março de 2002 a abril de 2003, trabalhou como Diretor dos Institutos de Investigação na Faculdade de Informática e Estatística da Universidade de Economia de Praga. Fischer foi nomeado presidente do Instituto de Estatística da República Checa, a 24 de abril de 2003.
Ele é um membro do Instituto de Estatística Checo, do Instituto Internacional de Estatística, do Conselho Científico e do Conselho de Curadores e de um conselho científico da Universidade de Jan Evangelista Purkyně em Ústí nad Labem.

### Primeiro-Ministro
Após o colapso do Governo de Mirek Topolánek em Março de 2009, Fischer foi proposto para ser o próximo Primeiro-Ministro até às eleições legislativas em Junho de 2010. Ele constituiu o seu Governo em 8 de maio de 2009.